# 美國第二十二航空隊

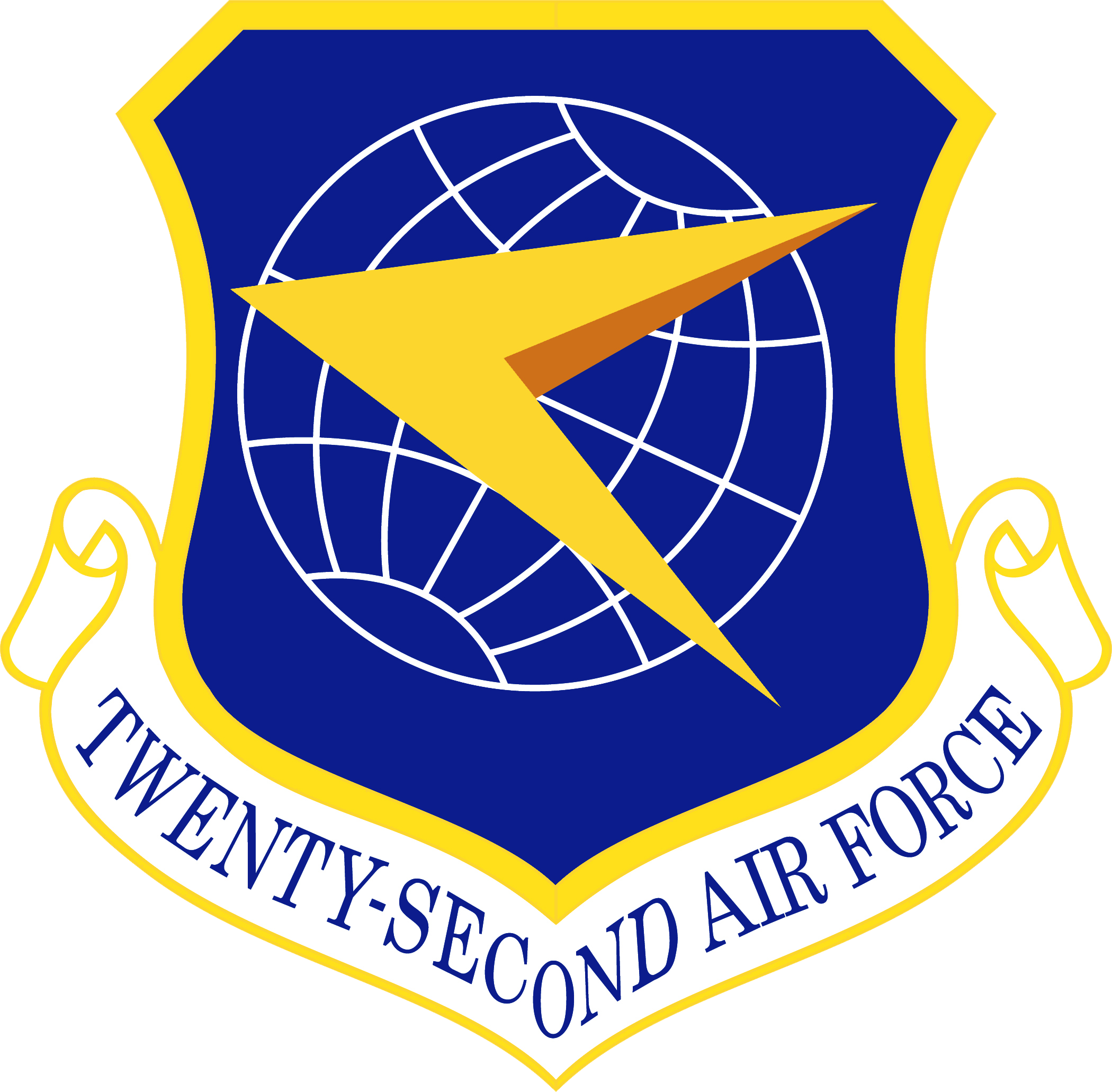
第二十二航空隊隊徽

第二十二航空队（英語：Twenty-Second Air Force）是美国空军预备役司令部下属的一个编号航空队，指揮部位于佐治亚州的多宾斯空军预备役基地。